# Phonapate nitidipennis
Phonapate nitidipennis är en skalbaggsart som först beskrevs av Waterhouse 1881.  Phonapate nitidipennis ingår i släktet Phonapate och familjen kapuschongbaggar. Inga underarter finns listade i Catalogue of Life.